# Зотов, Матвей Иванович
Матвей Иванович Зо́тов (14 [27] ноября 1914, Клекотки, Епифанский уезд, Тульская губерния, Российская империя — 2 сентября 1970, Москва) — лётчик-ас, штурман 427-го истребительного авиационного полка 294-й истребительной авиационной дивизии 4-го истребительного авиационного корпуса 2-й воздушной армии Воронежского фронта, майор. Герой Советского Союза (1943).

## Биография
Родился 29 ноября 1914 года в селе Клекотки Тульской губернии. Окончил 8 классов и школу ФЗУ.
В Красной Армии с 1935 года. В 1937 году окончил Одесскую военную авиационную школу пилотов.

### Великая Отечественная война
Участник Великой Отечественной войны, воевал на Северо-Западном, Волховском, Западном, Юго-Западном, Воронежском, 1-м Украинском фронтах. Летал на самолётах типов И-153, Ла-5 и Як разных модификаций.
К июлю 1943 года совершил 163 боевых вылета и лично сбил 13 самолётов. В одном из боёв — 17 июля 1943 года — сбил 3 вражеских самолёта — 2 Ме-109 и Ю-88. Указом Президиума Верховного Совета СССР от 28 сентября 1943 года Зотову было присвоено звание Героя Советского Союза.
С декабря 1943 года и до Победы командовал истребительными авиаполками. К 9 мая 1945 года гвардии подполковник М. И. Зотов совершил 265 боевых вылетов, провёл 60 воздушных боёв, сбил лично 17 и в составе группы 2 самолёта.

### Мирное время
После войны продолжал службу в ВВС, командуя 149-м гвардейским истребительным авиаполком. В декабре 1947 года М. И. Зотов назначен командиром 151-й гвардейской истребительной авиадивизии. В 1953 году окончил Военную академию Генштаба. С 1960 года генерал-майор авиации М. И. Зотов — в запасе. Жил в Москве. Принимал активное участие в общественной работе. Умер 2 сентября 1970 года. Похоронен на Головинском кладбище в Москве.

## Награды
- Медаль «Золотая Звезда» (28.09.1943);
- орден Ленина (28.09.1943);
- пять орденов Красного Знамени (06.01.1942, 29.04.1943, 23.07.1944, 22.02.1945, 30.12.1956);
- орден Отечественной войны 1-й степени (23.07.1944)
- два ордена Красной Звезды (09.02.1943, 15.11.1950);
- медали.